# Rasmus Kristensen
Rasmus Nissen Kristensen (phát âm tiếng Đan Mạch: [ˈne̝sn̩ ˈkʰʁestn̩sn̩]; sinh ngày 11 tháng 7 năm 1997) là một cầu thủ bóng đá chuyên nghiệp người Đan Mạch hiện thi đấu ở vị trí hậu vệ cho câu lạc bộ Leeds United tại Championship và đội tuyển quốc gia Đan Mạch.

## Danh hiệu
Ajax
- Eredivisie: 2018–19
- KNVB Cup: 2018–19

Red Bull Salzburg
- Giải bóng đá vô địch quốc gia Áo: 2019–20, 2020–21, 2021–22[4]
- Cúp bóng đá Áo: 2019–20, 2020–21, 2021–22[4]